# Trisetum caudulatum
Trisetum caudulatum är en gräsart som beskrevs av Carl Bernhard von Trinius. Trisetum caudulatum ingår i släktet glanshavren, och familjen gräs. Inga underarter finns listade i Catalogue of Life.